# Brook (Test Valley)
Brook – osada w Anglii, w hrabstwie Hampshire, w dystrykcie Test Valley. Leży 10 km na zachód od miasta Winchester i 110 km na południowy zachód od Londynu.